# Witold Sikorski
Witold Sikorski (ur. 10 lutego 1958 w Piasecznie) – były polski piłkarz występujący na pozycji napastnika. Reprezentował m.in. Legię Warszawa.

## Kariera
Sikorski rozpoczął swoją karierę w klubie z rodzinnego Piaseczna, Elektroniku. W 1979 zdecydował się wyjechać do stolicy i podpisał kontrakt z warszawską Legią. Swój pierwszy mecz w barwach wojskowych rozegrał 29 maja 1979 przeciwko Widzewowi Łódź. W Warszawie grał do 1987. Swoje ostatnie spotkanie w Legii rozegrał 26 sierpnia 1987 przeciwko Górnikowi Zabrze.
W 1988 opuścił Polskę i udał się do szwedzkiego IFK Östersund, gdzie grał do 1991 (z krótką przerwą na występy w Bugu Wyszków). Następnie odszedł z Östersund i ponownie został zawodnikiem Bugu.
Od 1992 występował w klubach z niższych austriackich lig. Jego syn, Daniel Sikorski, był zawodnikiem Wisły Kraków i młodzieżowym reprezentantem Austrii.

## Sukcesy

### Legia Warszawa
- Puchar Polski: 1980, 1981